# ثلاثي بوتيل ثيول
ثلاثي بوتيل ثيول هو مركب كبريت عضوي له الصيغة الكيميائيّة 3(CH3). يستخدم هذا الثيول كرائحة للغاز الطبيعي، وهو بخلاف ذلك عديم الرائحة. ربما استخدم أيضًا كعامل توابل.